# Discovering the Waterfront
Albums de Silverstein
When Broken is Easily Fixed
(2003) 18 Candles the Early Years
(2006)
Discovering the Waterfront est le second album du groupe de hardcore/emo Silverstein produit par Cameron Webb en 2005.

## Titre des pistes
1. Your Sword Versus My Dagger
2. Smile In Your Sleep
3. Ides of March
4. Fist Wrapped In Blood
5. Discovering The Waterfront
6. Defend You
7. My Heroine
8. Always And Never
9. Already Dead
10. Three Hour Back
11. Call It Karma

Édition spéciale
1. Rodeo Clown (Lifetime Cover)